# Selago baurii
Selago baurii är en flenörtsväxtart som först beskrevs av William Philip Hiern, och fick sitt nu gällande namn av O.M. Hilliard. Selago baurii ingår i släktet Selago och familjen flenörtsväxter. Inga underarter finns listade i Catalogue of Life.